# Stephan Zirler
Stephan Zirler   (Rohr in Niederbayern, 1520 (Gregorià) - Heidelberg, 1568 (Gregorià)) fou un compositor de la Renaixença i oficial de la cort en el Palatinat, també conegut per Cirlerus, Stephanus; Zyrlerus, Stephanus; Zierler, Steffan.
El 1529 o el 1530 formà part del cor a la cort electoral de Heidelberg, on va conèixer Georg Forster, Caspar Othmayr i Jobst von Brandt i, com ells, va estudiar amb Lorenz Lemlin. Forster va dedicar més tard a Zirler la quarta part del seu Frische teutsche Liedlein (Cançons alemanyes fresques) (Nuremberg, 1556) com a segell de l'amistat formada a Heidelberg. El 1537 Zirler es va convertir en estudiant a la Universitat Heidelberg, i després es va fer oficial a la cort Palatina de Heidelberg, finalment va servir com a secretari personal de l'elector Friedrich III. Segons la seva creença religiosa, Zirler es va inclinar cap al calvinisme. Totes, excepte una de les 23 cançons de Zirler, es van publicar a Forster's Frische teutsche Liedlein. La majoria d'ells conserven el principi del tenor cantus firmus, tot i que el tenor ha perdut en gran manera el caràcter d'una veu capdavantera, la textura sigui imitativa o cordial. Aquestes cançons van ser populars en el seu dia, i hi ha transcripcions per a llaüt o orgue a les col·leccions d'Ochsenkun, Jobin, Neusidler, Schmid i Paix.

## Obres (selecció)
Composicions arribades als nostre temps
- 20 cançons per a 4 veus a G. Forster, Fresh Teutonic Songs Part II - IV, Nuremberg 1540–1556
- Oració de la cançó "Bewar mich Herr" a quatre veus, Regensburg
- Oració de la cançó "El meu jo no sóc poderós" per a quatre veus, Regensburg
- El primer llibre Newerleßner Lautenstück, Estrasburg 1572

Composicions no conservades (de l'inventari de la capella de Heidelberg)
- Motet "Fèlix Illa mor" a sis veus
- Motet "Homo natus de muliere" a quatre veus
- La cançó "No sé com" esmentada en aquest inventari no es deu a Stephan Zirler, sinó a Martin Zilte.[1]